# Nematus ribesii
Nematus ribesii es un himenóptero sínfito de la familia Tenthredinidae, distribuidos por los países templados. Los ejemplares más grandes miden casi 2,5 cm de longitud y tienen una envergadura de unos 5 cm. Las larvas se alimentan de las hojas de grosellas (Ribes spp).

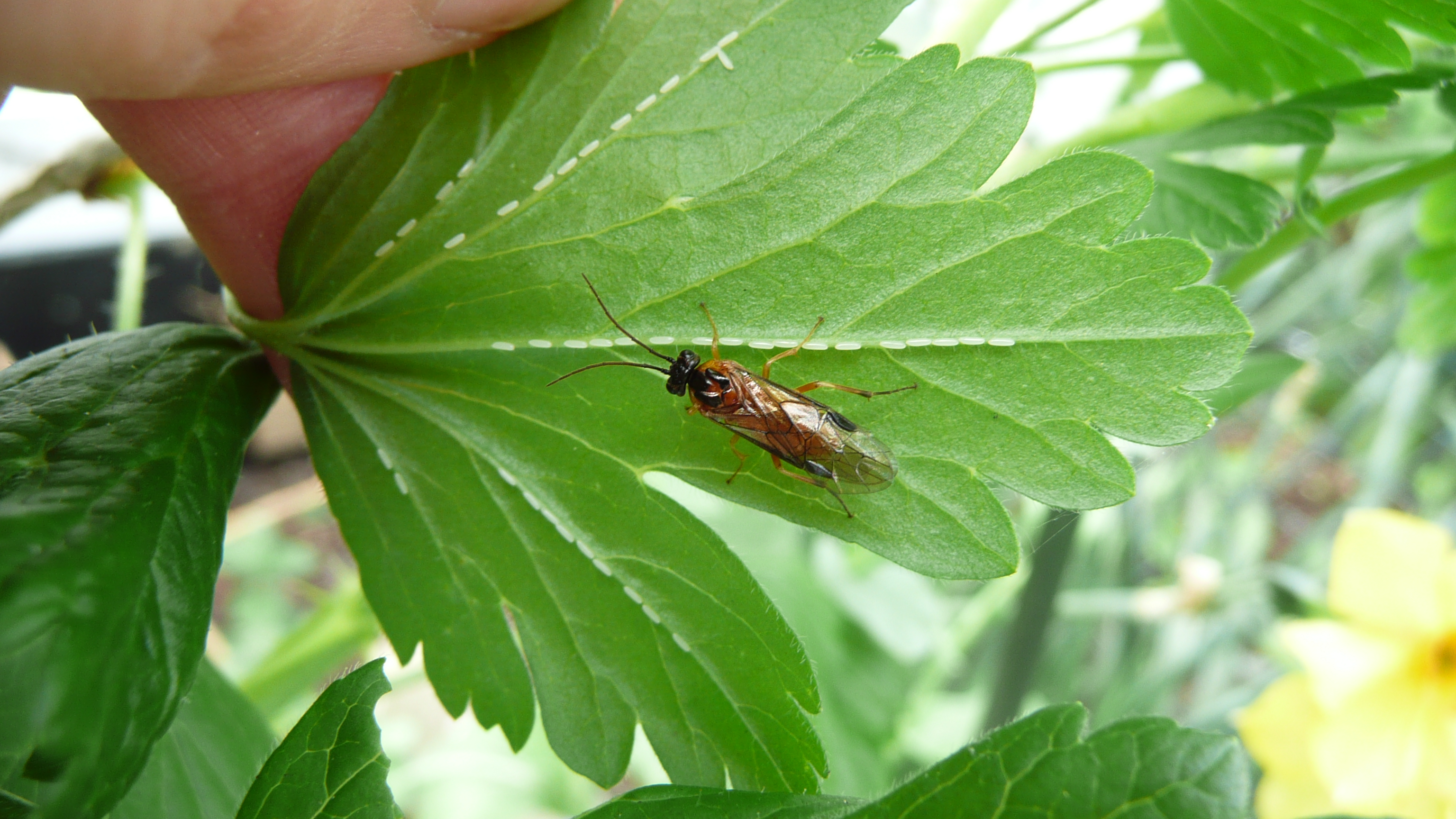
Hembra depositando huevos

## Características
Las hembras, al igual que otros miembros de la familia, poseen órganos para la puesta de huevos, parcialmente modificados y de aspecto parecido a una sierra de dientes afilados que les sirven para cortar las hojas y tallos de las plantas. Depositan los huevos en el envés de las hojas. Las larvas se alimentan de follaje y pueden llegar a hacer desaparecer la totalidad de las hojas de una planta.
El adulto mide de 5 a 7 mm. Es amarillento con marcas negras. Las hembras son ligeramente más grandes que los machos. La larva puede llegar a medir 20 mm y es de color verdoso con la cabeza negra y manchas negras a lo largo del cuerpo.
Al igual que otros miembros de Tenthredinidae, las larvas se parecen a orugas de mariposas. Se diferencian de éstas en que tienen un mayor número de patas falsas en el abdomen. Cuando se alimentan de hojas, adoptan una posición característica, en la que el extremo posterior del cuerpo no está en contacto con la hoja, sino enrollado hacia abajo y colgado al vacío. Forman pupas dentro de un capullo bajo la tierra.
Puede haber hasta tres generaciones por año así que el daño a las plantas puede ocurrir en varias épocas del año.
Su distribución original es Europa, pero ha sido introducido accidentalmente a otras partes del mundo. En muchas partes es considerado una peste de ciertas frutas.